# Kurt Jung-Alsen
Kurt Paul Dietrich Jung-Alsen (né le 18 juin 1915 à Tutzing et mort le 17 décembre 1976 à Berlin-Mitte) est un réalisateur et scénariste allemand de la DEFA.

## Biographie
Kurt Jung-Alsen est le fils du metteur en scène de théâtre Paul Eger et de la chanteuse Herta Alsen.
Son film le plus célèbre est Dupés jusqu'au Jugement dernier (1957), qui traite de la condition interne des soldats de la Wehrmacht. Le film est également intéressant car, à l'instigation de la République fédérale, qui insiste sur sa revendication de représentation exclusive pour l'Allemagne, il n'est pas autorisé à concourir au Festival de Cannes.
De plus, Jung-Alsen est apparu de temps à autre en tant qu'acteur, par exemple dans le film Meine Stunde Null aux côtés de Manfred Krug ou dans un épisode de Polizeiruf 110. En 1973, il  reçut le prix Heinrich-Greif.
Kurt Jung-Alsen est mort pendant le tournage d'un épisode de la série télévisée Polizeiruf 110, qui est ensuite terminé par Helmut Krätzig.

## Filmographie (sélection)

### En tant que réalisateur
- 1954: Das Stacheltier: Ede sonnabends (court métrage, également scénariste)
- 1955: Wer seine Frau lieb hat …
- 1955: Das Stacheltier: Letztes Fach unten rechts  (court métrage)
- 1956: Drei Mädchen im Endspiel
- 1956: Das Stacheltier: Der weiche Artur (court métrage)
- 1957: Dupés jusqu'au Jugement dernier
- 1957: Polonia-Express (également scénariste)
- 1959: Die Premiere fällt aus
- 1959: Der kleine Kuno
- 1960: Hochmut kommt vor dem Knall
- 1960: Die heute über 40 sind (également scénariste)
- 1961: Der Ermordete greift ein (téléfilm, également scénariste)
- 1961: Der Schwur des Soldaten Pooley (en)
- 1963: Lucie und der Angler von Paris (téléfilm)
- 1963: Geheimarchiv an der Elbe (également scénariste)
- 1964: Das Mädchen aus dem Dschungel (série télévisée)
- 1965: Ballade vom roten Mohn (téléfilm)
- 1966: Schatten über Notre Dame (série télévisée)
- 1966: Emilia Galotti (téléfilm)
- 1968: Androklus und der Löwe (téléfilm)
- 1969: Die Dame aus Genua (téléfilm, également scénariste)
- 1970: Fisch zu viert (téléfilm)
- 1972: Die Bilder des Zeugen Schattmann (série télévisée, également scénariste)
- 1974: Das Geheimnis des Ödipus (téléfilm, également scénariste)
- 1974: Visa für Ocantros (téléfilm, également scénariste)
- 1974: Polizeiruf 110: Fehlrechnung (série télévisée, également scénariste)
- 1975: Im Schlaraffenland (téléfilm, également scénariste)
- 1976: Keine Hochzeit ohne Ernst (téléfilm, également scénariste)
- 1977: Polizeiruf 110: Des Alleinseins müde (série télévisée, avec Helmut Krätzig)

### En tant qu'acteur
- 1951 : Die Meere rufen
- 1954 : Gefährliche Fracht
- 1961 : Professeur Mamlock (Professor Mamlock) de Konrad Wolf
- 1968 : Stunde des Skorpions
- 1970 : Meine Stunde Null
- 1972 : Polizeiruf 110 : Verbrannte Spur (série télévisée)
- 1974 : Das Geheimnis des Ödipus

## Théâtre
- 1951: Herb Tank : Tanker Nebraska - (Theater am Schiffbauerdamm Berlin)
- 1957: Beaumarchais : Le Mariage de Figaro - (Volksbühne Berlin)